# Beth A. Simmons
Beth Ann Simmons (née le 11 avril 1958 dans le comté de Sacramento dans l'état de Californie aux États-Unis) est une politologue américaine spécialisé en relations internationales. Elle a été directrice du Centre Weatherhead pour les relations internationales de l'université Harvard. Ses intérêts de recherches incluent les relations internationales, l'économie politique, le droit international et la conformité aux lois internationales des droits de l'homme.

## Biographie

### Enfance et scolarisation
Simmons est née en 1958 dans la région de la baie de San Francisco en Californie et a étudié à Monta Vista High School à Cupertino en Californie où elle se démarque en discours, débat et musique. Elle reçoit un baccalauréat en sciences politiques et philosophie summa cum laude de l'université de Redlands, puis une maîtrise en relations internationales de l'université de Chicago. Par la suite, elle reçoit une maîtrise et un doctorat en gouvernement de l'université Harvard, où elle étudie sous Robert Keohane.

### Carrière
Simmons enseigne comme assistante professeure à l'université Duke entre 1991 et 1996 puis comme professeure associée à l'université de Californie à Berkeley entre 1996 et 2002. En 2002, elle rejoint l'université Harvard où elle est Clarence Dillon Professor of International Affairs et directrice du Centre Weatherhead pour les relations internationales à la faculté de droit de Harvard. En 2016, elle devient Andrea Mitchell University Professor in Law and Political Science dans la faculté de droit de l'université de Pennsylvanie,.
Simmons agit comme présidente de l'International Studies Association de 2011 à 2012, où elle est remplacée par Etel Solingen de l'université de Californie à Irvine.
Elle est élue à l'Académie américaine des arts et des sciences en 2009 et la Société philosophique américaine. En 2010, elle reçoit le Stein Rokkan Prize for Comparative Social Science Research.

## Ouvrages
- Beth Simmons, Who Adjusts? Domestic Sources of Foreign Economic Policy During the Interwar Years, 1923-1939, Princeton University Press, 1994, 344 p. (ISBN 978-0-691-01710-5, présentation en ligne).
- Beth Simmons, Mobilizing for Human Rights : International Law in Domestic Politics, Cambridge University Press, 2009, 472 p. (ISBN 978-0-521-71232-3).